# Spatangus raschi
Spatangus raschi is een zee-egel uit de familie Spatangidae.
De wetenschappelijke naam van de soort werd in 1869 gepubliceerd door Sven Ludvig Lovén.